# Treron apicauda
Il piccione verde codaspillo, piccione verde codalunga o colombo coda a punta (Treron apicauda Blyth, 1846) è un uccello della famiglia dei Columbidi diffuso nell'India settentrionale e nel Sud-est asiatico.

## Tassonomia
Comprende le seguenti sottospecie:
- T. a. apicauda Blyth, 1846 - Himalaya, Cina sud-occidentale e Myanmar;
- T. a. laotianus (Delacour, 1926) - Cina meridionale, Vietnam settentrionale, Laos settentrionale;
- T. a. lowei (Delacour e Jabouille, 1924) - Thailandia, Laos centrale.